# 지평역
지평역(砥平驛, Jipyeong station)은 경기도 양평군 지평면에 있는 중앙선의 철도역이자 수도권 전철 경의·중앙선의 전철역이다.
수도권 전철 경의·중앙선의 기·종점으로 현재 평일에는 1일 왕복 12회가 주말, 공휴일에는 1일 왕복 10회가 이 역에서 시·종착한다. 역 인근에 다수 군부대가 위치하여 군화물 훈련, 시험용 차량 취급을 담당한다. 장비 이동에 부대된 군 병력 이동 수요도 잦은 편이기에 혼합 열차 운행도 많으며, 일부 무궁화호도 정차하는 역이다. 수도권 전철 경의·중앙선은 이 역부터 용문역을 지나서 용산역까지 지상 구간이다.

## 역사
- 1940년 4월 1일 : 보통역으로 영업 개시[2]
- 1950년 6월 30일 : 6.25 동란으로 역사 소실
- 1951년 5월 20일 : 목조 임시역사 준공
- 1959년 2월 1일 : 역사 신축 준공
- 1967년 9월 15일 : 화물상옥 신축
- 1991년 9월 1일 : 소화물 취급 중지[3]
- 1992년 6월 10일 : 소화물 취급 중지
- 1995년 12월 3일 : 화물상옥 철거
- 2008년 10월 30일 : 기존 구내 선로 철거 개시. 운행선은 임시 설치 선로로 변경
- 2008년 11월 10일 : 신역사 이전 영업개시
- 2009년 10월 22일 : 신설 하선 개통과 함께 운행선 변경. 임시선로 철거[4]
- 2012년 9월 25일 : 중앙선 용문-서원주 간 복선전철 개통
- 2012년 12월 1일 : 화물 취급 중지[5]
- 2017년 1월 21일 : 수도권 전철 경의·중앙선 (용문~지평 간) 개통과 함께 전철역이 됨. 1일 8회 정차.
- 2020년 3월 2일 : 태백선 청량리 ~강릉 무궁화호 종점이 동해역으로 단축운행 및 영동선 동해행 누리로로 대체정차 예정 3월 2일까지만 강릉행 무궁화호로 운행(3월 3일부터 누리로로 대체 운행)
- 2020년 3월 3일 : 영동선 누리로(청량리 ~ 동해)운행개시
- 2022년 11월 5일 : ITX-새마을 운행 개시

## 역 구조
2면 4선의 쌍섬식 승강장을 갖추고 있으며, 수도권 전철 경의·중앙선이 운행하는 고상홈과 무궁화호·누리로가 정차하는 저상홈이 겸용된 형태다. 경의중앙선 승강장에 스크린도어가 설치되어 있다.

### 승강장
| ↑ 용문                                |
| \| ４３ \| ２１ \|                    |
| \| ４３ \| ２１ \|                    |
| 시·종착역(경의·중앙선)/석불(중앙선) ↓ |

| 1 | 중앙선 | 무궁화호 ITX-새마을       | 사용하지 않음                                         |
| 2 | 중앙선 | 무궁화호 ITX-새마을       | 원주 · 제천 · 안동 · 동해 방면                        |
| 3 | 중앙선 | 무궁화호 ITX-새마을       | 용문 · 양평 · 덕소 · 청량리 방면                      |
| 4 | 중앙선 | 무궁화호 ITX-새마을       | 사용하지 않음                                         |
| 4 | 중앙선 | ● 수도권 전철 경의·중앙선 | 당역종착 용문 · 덕소 · 도농 · 구리 · 회기 · 문산 방면 |

## 승차량 변동
| 역 노선    | 역 노선 | 일평균 인원수 (명/일) | 일평균 인원수 (명/일) | 일평균 인원수 (명/일) | 일평균 인원수 (명/일) | 일평균 인원수 (명/일) | 일평균 인원수 (명/일) | 일평균 인원수 (명/일) | 주 석 |
| 역 노선    | 역 노선 | 2017년                | 2018년                | 2019년                | 2020년                | 2021년                | 2022년                | 2023년                | 주 석 |
| ---------- | ------- | --------------------- | --------------------- | --------------------- | --------------------- | --------------------- | --------------------- | --------------------- | ----- |
| 경의중앙선 | 승차    | 54                    | 52                    | 63                    | 46                    | 59                    | 64                    | 64                    | [ 6 ] |
| 경의중앙선 | 하차    | 50                    | 49                    | 51                    | 40                    | 68                    | 70                    | 73                    | [ 6 ] |

## 역 주변
- 지평리 전투 전적비
- 지평초등학교
- 지평중학교
- 지평고등학교
- 지평양조장
- 양평지평우체국
- 지평면 행정복지센터
- 지평향교

## 인접한 역
| ITX-새마을          | ITX-새마을                                             | ITX-새마을            |
| ------------------- | ------------------------------------------------------ | --------------------- |
| 용문 청량리 방면    | ITX-새마을 중앙선                                      | 석불 안동 방면        |
| 무궁화호            |                                                        |                       |
| 용문 청량리 방면    | 무궁화 태백선                                          | 석불 제천 · 동해 방면 |
| 광역전철 (중앙선)   |                                                        |                       |
| K137 용문 문산 방면 | ● 수도권 전철 경의·중앙선 본선 완행 (일부 열차 시종착) | 시·종착역             |

## 사진

지평역 신 역사 (광장 파노라마)
지평역 신 역사 (승강장 파노라마, 경의중앙선 승강장 스크린도어 설치 전)
지평역 시간표 및 운임표 (2012년 9월 25일 기준)
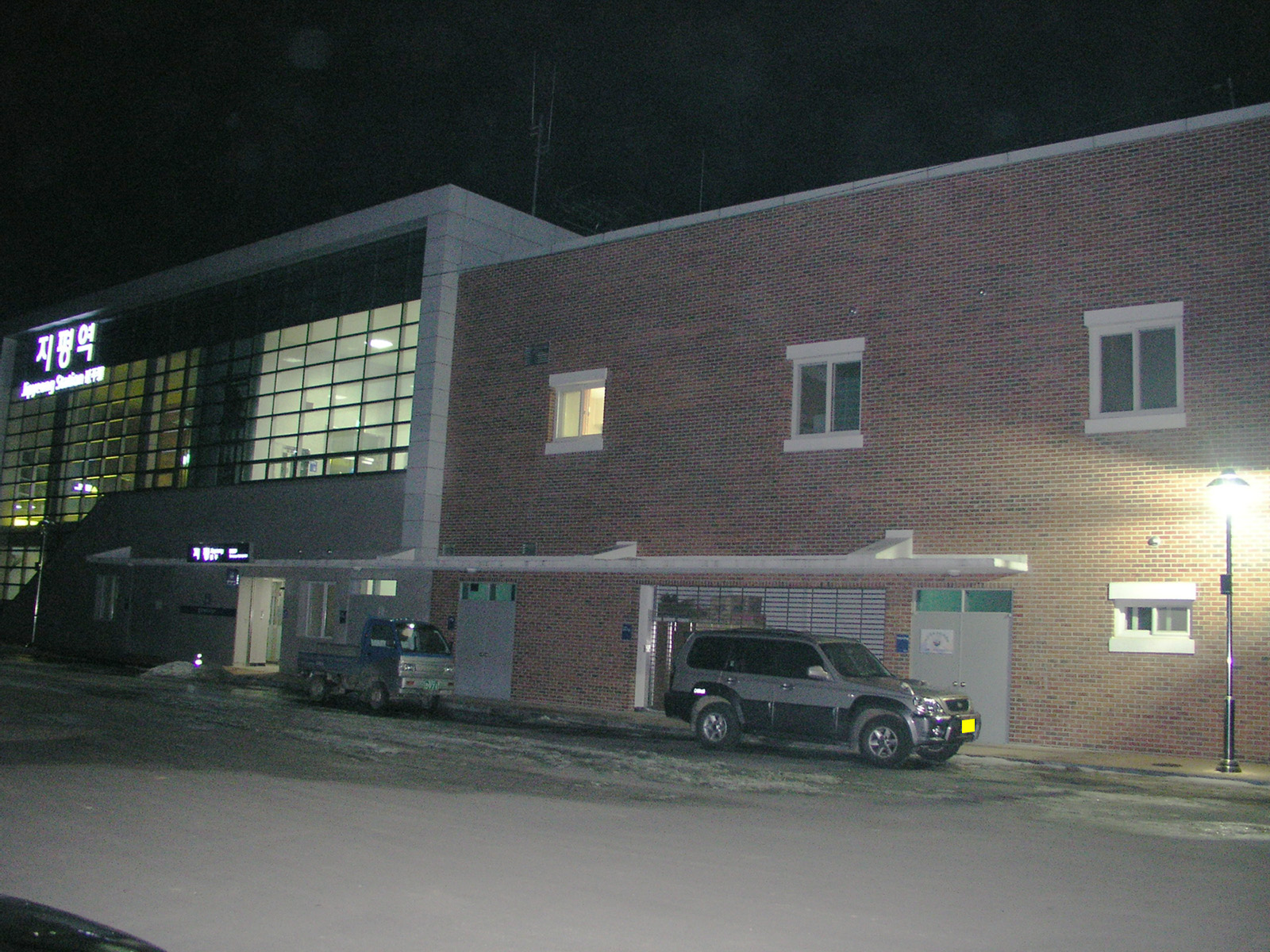
지평역 신 역사 (광장측)
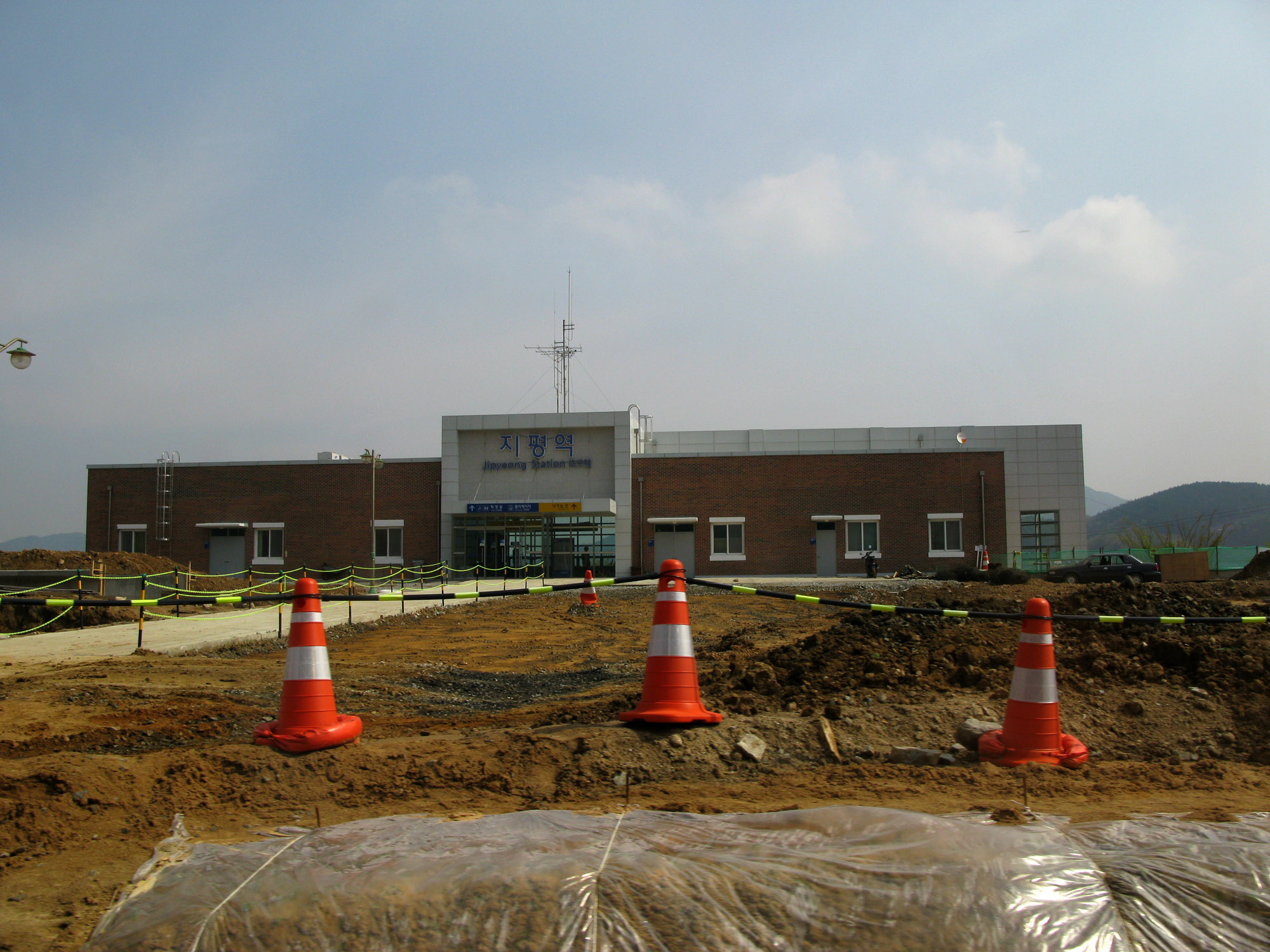
지평역 신 역사 (이설 후)
지평역 구 역사 (광장측)
지평역 구 역사 (선로측)